# Classique de Saint-Sébastien féminine 2019
La 1re édition de la Classique de Saint-Sébastien féminine a lieu le 3 août 2019. La course fait partie du calendrier international féminin UCI 2019 en catégorie 1.1. Elle est remportée par l'Australienne Lucy Kennedy.

## Présentation

### Parcours
La course emprunte le Jaizkibel, l'Alto Arkale, celui de Mendizorrotz et le Murgil Tontorra.

### Équipes
| Équipes féminines professionnelles (18)- Alé Cipollini - BePink - Bizkaia-Durango - BTC City Ljubljana - CCC-Liv - Charente-Maritime Women Cycling - Cogeas-Mettler - Doltcini-Van Eyck Sport - Eneicue - Massi Tactic - Mitchelton-Scott - Movistar Team - Servetto-Piumate-Beltrami TSA - Sopela - Valcar Cylance - WNT-Rotor Pro Cycling - FDJ-Nouvelle Aquitaine-Futuroscope - Minsk Cycling Club |
| |

## Favorites
L'équipe Mitcheltson-Scott avec Annemiek van Vleuten, Amanda Spratt et Lucy Kennedy au départ semble avoir les clés de la course.

## Récit de la course
Les premières échappées sont Spela Kern puis Lorena Llamas. Cette dernière passe en tête en haut du Jaizkibel. Après un regroupement général, c'est sur la section plate avant l'alto di Arkale, qu'un groupe de seize coureuses se forment. Il passe en haut d'Arkale avec deux minutes cinquante d'avance. Peu avant la troisième difficulté de la journée, Eugenia Bujak et Chiara Perini attaquent. Dans les pentes, Lucy Kennedy accélère et distance ses principales poursuivantes. Au sommet l'ordre est le suivant : Lucy Kennedy, Janneke Ensing, Pauliena Rooijakkers, Eugenia Bujak puis Edwige Pitel. L'Australienne est ensuite victime d'une crevaison, plutôt longue à être réparée. Elle est alors dépassée par Ensing. Elle doit s'arrêter une seconde fois, pour éviter que ses freins ne touchent la roue. Elle a à ce moment-là une minute vingt de retard sur la tête de la course alors que le peloton est trop loin pour réellement devoir être pris en compte. À trente kilomètres de l'arrivée, Janneke Ensing est en tête avec cinquante-cinq secondes d'avance. Le groupe de poursuivantes se reforme au fur et à mesure des kilomètres. En particulier, Georgia Williams revient de l'arrière et vient prêter main-forte à Lucy Kennedy pour rejoindre Ensing. L'écart est de quarante secondes au pied du Murgil Tontorra. Lucy Kennedy y produit son effort et revient sur Janneke Ensing et la dépasse. Elle termine en solitaire.

## Classements

### Classement final
| \| Classement général \| Classement général \| Classement général \| Classement général \| Classement général \| \| Coureuse \| Coureuse \| Pays \| Équipe \| Temps \| \| ------------------ \| -------------------- \| ------------------ \| ------------------------------------ \| ------------------ \| \| 1re \| Lucy Kennedy[2] \| Australie \| Mitchelton-Scott \| 3 h 38 min 04 s \| \| 2e \| Janneke Ensing \| Pays-Bas \| WNT-Rotor Pro Cycling \| + 23 s \| \| 3e \| Pauliena Rooijakkers \| Pays-Bas \| CCC-Liv \| + 1 min 04 s \| \| 4e \| Anastasia Chursina \| Russie \| BTC City Ljubljana \| + 1 min 04 s \| \| 5e \| Edwige Pitel \| France \| Cogeas-Mettler-Look Pro Cycling Team \| + 1 min 06 s \| \| 6e \| Lourdes Oyarbide \| Espagne \| Movistar Team \| + 1 min 12 s \| \| 7e \| Na Ah-reum \| Corée du Sud \| Alé Cipollini \| + 1 min 38 s \| \| 8e \| Kathrin Hammes \| Allemagne \| WNT-Rotor Pro Cycling \| + 1 min 38 s \| \| 9e \| Hanna Nilsson \| Suède \| BTC City Ljubljana \| + 1 min 38 s \| \| 10e \| Alessia Vigilia \| Italie \| Valcar Cylance \| + 2 min 04 s \| |                      |              |                                      |                 |
| |                      |              |                                      |                 |
| Source : ProCyclingStats |                      |              |                                      |                 |
| Classement général |                      |              |                                      |                 |
| Coureuse | Coureuse             | Pays         | Équipe                               | Temps           |
| 1re | Lucy Kennedy         | Australie    | Mitchelton-Scott                     | 3 h 38 min 04 s |
| 2e | Janneke Ensing       | Pays-Bas     | WNT-Rotor Pro Cycling                | + 23 s          |
| 3e | Pauliena Rooijakkers | Pays-Bas     | CCC-Liv                              | + 1 min 04 s    |
| 4e | Anastasia Chursina   | Russie       | BTC City Ljubljana                   | + 1 min 04 s    |
| 5e | Edwige Pitel         | France       | Cogeas-Mettler-Look Pro Cycling Team | + 1 min 06 s    |
| 6e | Lourdes Oyarbide     | Espagne      | Movistar Team                        | + 1 min 12 s    |
| 7e | Na Ah-reum           | Corée du Sud | Alé Cipollini                        | + 1 min 38 s    |
| 8e | Kathrin Hammes       | Allemagne    | WNT-Rotor Pro Cycling                | + 1 min 38 s    |
| 9e | Hanna Nilsson        | Suède        | BTC City Ljubljana                   | + 1 min 38 s    |
| 10e | Alessia Vigilia      | Italie       | Valcar Cylance                       | + 2 min 04 s    |

### Points UCI
| Position           | 1er | 2e | 3e | 4e | 5e | 6e | 7e | 8e | 9e | 10e | 11e | 12e | 13e à 15e | 16e à 25e |
| Classement général | 125 | 85 | 70 | 60 | 50 | 40 | 35 | 30 | 25 | 20  | 15  | 10  | 5         | 3         |